# Frías (Santiago del Estero)
Frías è una città dell'Argentina, appartenente alla provincia di Santiago del Estero, situata nel sud-ovest della provincia, quasi al confine con la provincia di Catamarca.